# Асиміляція (фільм, 2019)
Асиміляція — американський науково-фантастичний фільм жахів 2019 року режисера Джона Мурловскі. Це вільна адаптація роману «Викрадачі тіл» Джека Фінні.

## Про фільм
Зак і Ренді — найкращі друзі, вони живуть у невеликому містечку. Друзі знімають відеосюжети, намагаючись з їхньою допомогою показати життя у місті без прикрас та справжню обличчя місцевих жителів. Для цього хлопці заходять до магазинів, церкви та інших громадських місць. 
Кейла здогадалася, що хлопці шпигують за мешканцями, знімаючи власне шоу. Зак давно закоханий в однокласницю, проте не може їй зізнатися у своїх почуттях. Ренді вмовляє його не тягнути з цим, оскільки у них залишилося лише три місяці — після чого всі вони роз'їдуться різними університетами. 
Одного разу вночі друзі чують крики сусідки, яку вкусила якась дрібна тварина, що вискочила з вікна і сховалась у темряві. Після цього хлопці починають помічати дива у поведінці деяких жителів, наче їх кимось підмінили.

## Знімались
| Актор            | Роль |
| ---------------- | ---- |
| Джоел Кортні     |      |
| Калум Ворті      |      |
| Енді Метічак     |      |
| Кетрін Макнамара |      |
| Кем Жиґанде      |      |
| Меґан Фей        |      |